# Franklin (Wirginia Zachodnia)
Franklin – miejscowość w USA, w stanie Wirginia Zachodnia, siedziba hrabstwa Pendleton. Według danych z 2000 roku miejscowość miała 797 mieszkańców.